# Johnsbach
Johnsbach est une ancienne commune autrichienne du district de Liezen en Styrie.